# 意大利共和党
意大利共和党（義大利語：Partito Repubblicano Italiano，简称：PRI）是意大利的一个自由主义和社会自由主义政党。共和党成立于1895年，是意大利现存最古老的政党。
该党於1946年至1994年長期與是意大利天主教民主党合作，反對意大利共產黨，並主張意大利社會黨應與天民黨組建聯合政府，該黨成員曾於1981年至1982年出任總理。1994年貝盧斯科尼從政後影響力大減。

## 历史
共和党起源于19世紀的意大利統一運動，更具体地说是意大利统一三杰、民主共和主义的代表人物朱塞佩·马志尼、卡洛·卡塔内奥和卡洛·皮萨卡内。他们反对所谓的意大利王國，这意味着通过战争征服其余的意大利城邦。1871年马志尼成立了社会工人兄弟会，然而第二年由于马志尼的死去世，共和党处于一个尴尬的位置。他们的权力基础仅限于罗马翁布里亚、马尔凯、托斯卡纳海滨和拉齐奥。
1880年大选之际，共和党人选择弃权和放弃参与。当时他们的队伍中既包括中产阶级的成员，如乔瓦尼·博维奥(Giovanni Bovio)、阿坎格洛·吉斯莱里(Arcangelo Ghisleri)和纳波莱昂内·科拉詹尼(Napoleone Colajanni)，也有工人阶级，如瓦伦蒂诺·阿米罗蒂(Valentino Armirotti)。共和党正式成立于1895年。在19世纪末，共和党与社会党(PSI)和激进党结成联盟，参与管理的大型城市包括米兰、佛罗伦萨和罗马。
1920年代国家法西斯党的崛起造成意大利左翼政党的崩溃，包括共和党、共產黨及社會黨等左翼政黨於1926年被法西斯政权联缔解散。该党的众多成员被逮捕、关押或被流放，许多党员转入地下进行反法西斯运动，还参加了西班牙内战。1943年为反抗德国占领意大利，共和党参加了民族解放委员会(Comitati di Liberazione Nazionale，CLN)，但并没有参与到其中，因为他们不愿意与曾经支持法西斯主义的兴起的意大利君主主义者打交道。
1945年第二次世界大战结束後下久，意大利廢除君主制，建立第一共和國，共和党参与意大利制宪会议的选举(1946年)，获得4.4%的选票。1947年后起多次参与意大利天主教民主党执政領導下的聯合政府，後來支持社會黨加入聯合政府，並反對意大利共产党。1981年起組建五党联合政府，直至1982年12月，共和党人连任两届政府总理，打破了由天民党长期垄断总理职位的局面。
1984年共和党“三十五大”决定对内同意大利共产党对话，努力实现振兴道德、改革体制和复兴经济三大目标，执行不同于天主教民主党和社会党的中间路线；对外坚持大西洋主义和欧洲联合，赞成东西方缓和与对话。
1992年大选，共和党赢得了4.4%的选票(比1987年+0.7%)，在南方的选票增加。
1994年第二共和後，隨著貝盧斯科尼領導的意大利力量黨崛起，共和黨影響力下降。
2004年欧洲议会选举中，共和党在卡拉布里亚赢得了3.8%的选票，在2008年墨西拿的省级选举中获得了令人惊讶的9.4%选票。
2011年地方选举中，共和党几乎稳定在拉文纳省及其省会(分别为3.1和5.1%)和在雷焦卡拉布里亚及其省会(3.1和4.1%)，但在那不勒斯有所上升(1.5%)。在2012年布林迪西的地方选举中，共和党赢得6.5%选票。

## 领导人
书记: 
- 兰多尔夫·帕恰尔迪 (1945–1949),
- 奥隆佐·雷亚莱 (1949–1964), *
- 奥多·比亚西尼 / 克劳迪奥·萨尔莫尼 / 埃曼努埃莱·特拉纳 (1964–1965),
- 乌戈·拉马尔法 (1965–1975),
- 奥多·比亚西尼 (1975–1979),
- 乔瓦尼·斯帕多利尼 (1979–1987),
- 乔治奥·拉马尔法 (1987–1993),
- 乔治奥·博吉 (1993–1994),
- 乔治奥·拉马尔法 (1994–2001),
- 弗朗切斯科·努卡拉 (2001–至今)

主席: 
- 奥隆佐·雷亚莱 (1965–1975),
- 乌戈·拉马尔法 (1975–1979),
- 布鲁诺·维森蒂尼 (1979–1992),
- 古列尔莫·内格里 (1995–2000),
- 乔治奥·拉马尔法 (2001–2006)

议会党团领袖: 
- 兰多尔夫·帕恰尔迪 (1946–1947),
- 西普里亚诺·法奇内蒂 (1947),
- 西诺·马克雷利 (1947–1948),
- 未知 (1948–1953),
- 西诺·马克雷利 (1953–1962),
- 奥隆佐·雷亚莱 (1962–1963),
- 乌戈·拉马尔法 (1963–1973),
- 奥隆佐·雷亚莱 (1973–1974),
- 奥多·比亚西尼 (1974–1979),
- 奥斯卡·马米 (1979–1981),
- 阿多尔夫·巴塔利亚 (1981–1987),
- 安东尼奥·德尔佩尼诺 (1987–1993),
- 朱塞佩·加拉索 (1993),
- 阿尔弗雷多·比安奇尼 (1993–1994),
- 卢西亚纳·斯巴巴蒂 (1994–2001),
- 乔治奥·拉马尔法 (2001–2006),
- 弗朗切斯科·努卡拉 (2006–)